# 彼得·科策
彼得·科策（英語：Pieter Coetze，2004年5月13日—），南非男子游泳运动员，2022年英联邦运动会男子100米仰泳金牌得主、男子50米仰泳银牌得主和男子200米仰泳铜牌得主、2024年世界游泳锦标赛男子200米仰泳铜牌得主。